# Projektdefinition
Die Projektdefinition ist die erste Projektphase und bildet die Grundlage eines Projektes; hier werden die verbindlichen Vorgaben für die nachfolgende Projektplanung gemacht. Inwieweit die Projektdefinition formalisiert erfolgt, ist abhängig von der jeweiligen Projektkultur. Eine sorgfältige Projektdefinition ist eine entscheidende Voraussetzung für die erfolgreiche Durchführung eines Projekts. Mängel in dieser Phase werden sich in der Regel durch den gesamten Projektverlauf hindurch ziehen und können zum Scheitern von Projekten führen.
Zur Projektdefinition gehören die folgenden Arbeitsschritte:
- Gründung des Projektes
- Definition des Projektziels
- Organisation des Projektes
- Organisation des Prozesses

Am Anfang eines Projekts steht der Projektantrag, der alle relevanten Angaben, wie Aufgabenbeschreibung, Kosten- und Terminziele sowie Verantwortlichkeiten aufnimmt. Mit seiner Verabschiedung wandelt sich der Antrag zum offiziellen Projektauftrag.
Die erste Aufgabe im Rahmen eines Projekts ist das eindeutige und vollständige Definieren des Projektziels. Hierzu müssen zusammen mit dem Auftraggeber aufeinander aufbauend ein Lastenheft und ein Pflichtenheft für das Projekt erarbeitet werden. 
Weiterhin sind die organisatorischen Voraussetzungen für das Projekt zu schaffen. Der Projektleiter, der Projektcontroller müssen benannt und es muss eine passende Projektorganisation festgelegt werden. Auch der Ablauf bei späteren Änderungen ist festzulegen.
Schließlich ist die gesamte Ablauforganisation des Entwicklungsprozesses zu bestimmen. Hierzu gehören das Festlegen von Entwicklungsphasen, Meilenstein_(Projektmanagement), Entwicklungslinien (Baselines) und Tätigkeitsarten.